# Jimramovské Paseky

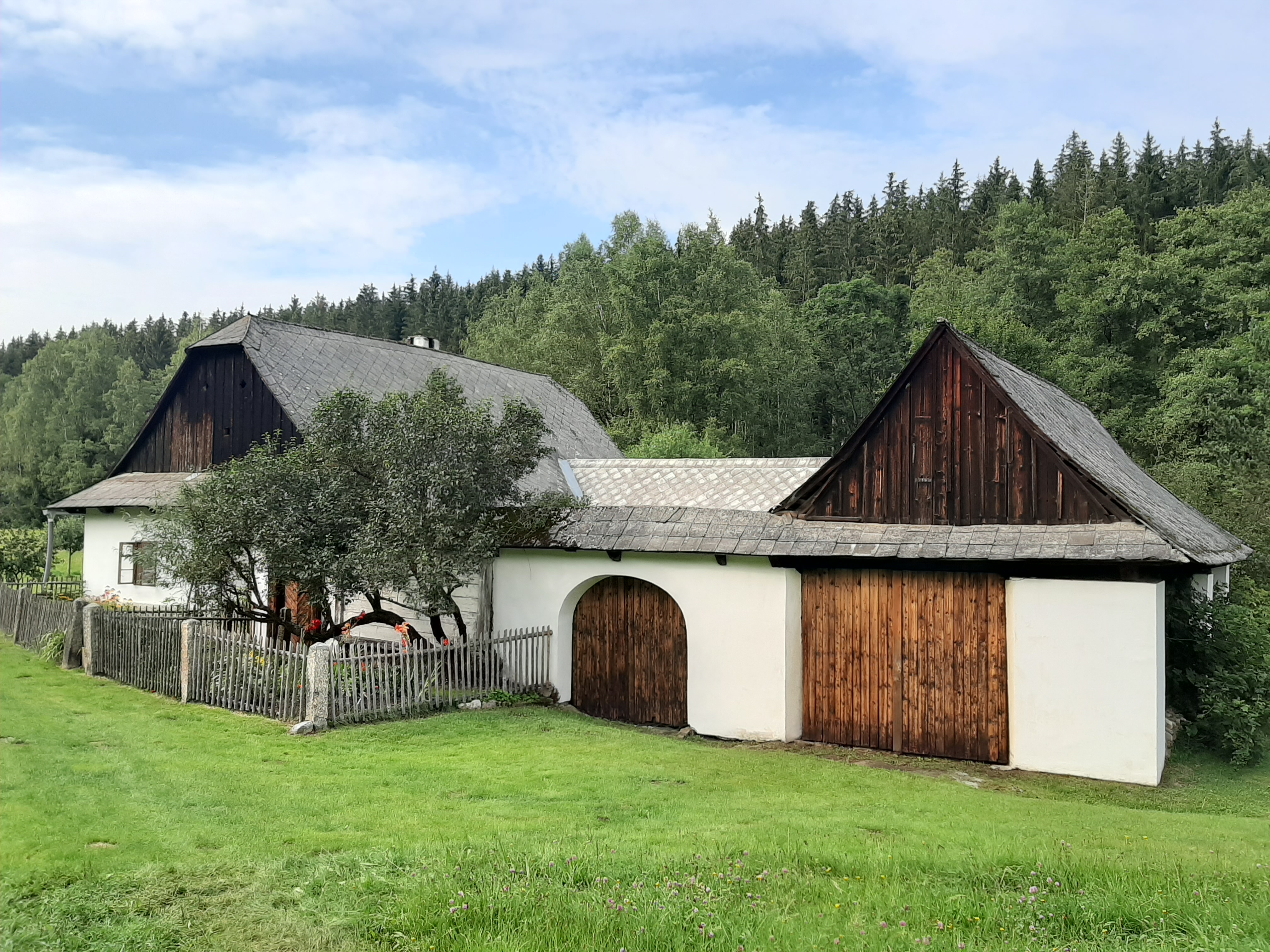
Gehöft Nr. 16

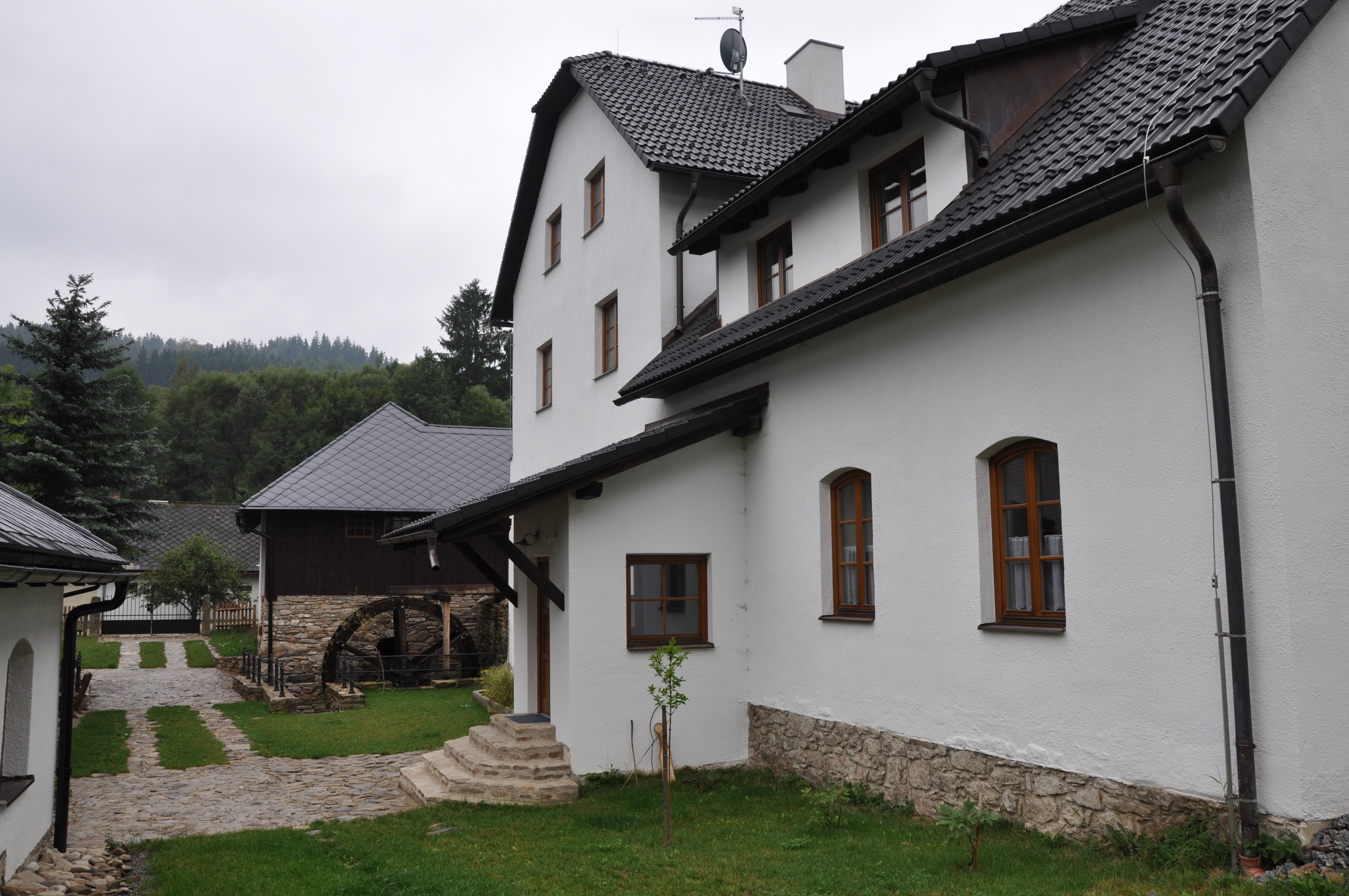
Mühle

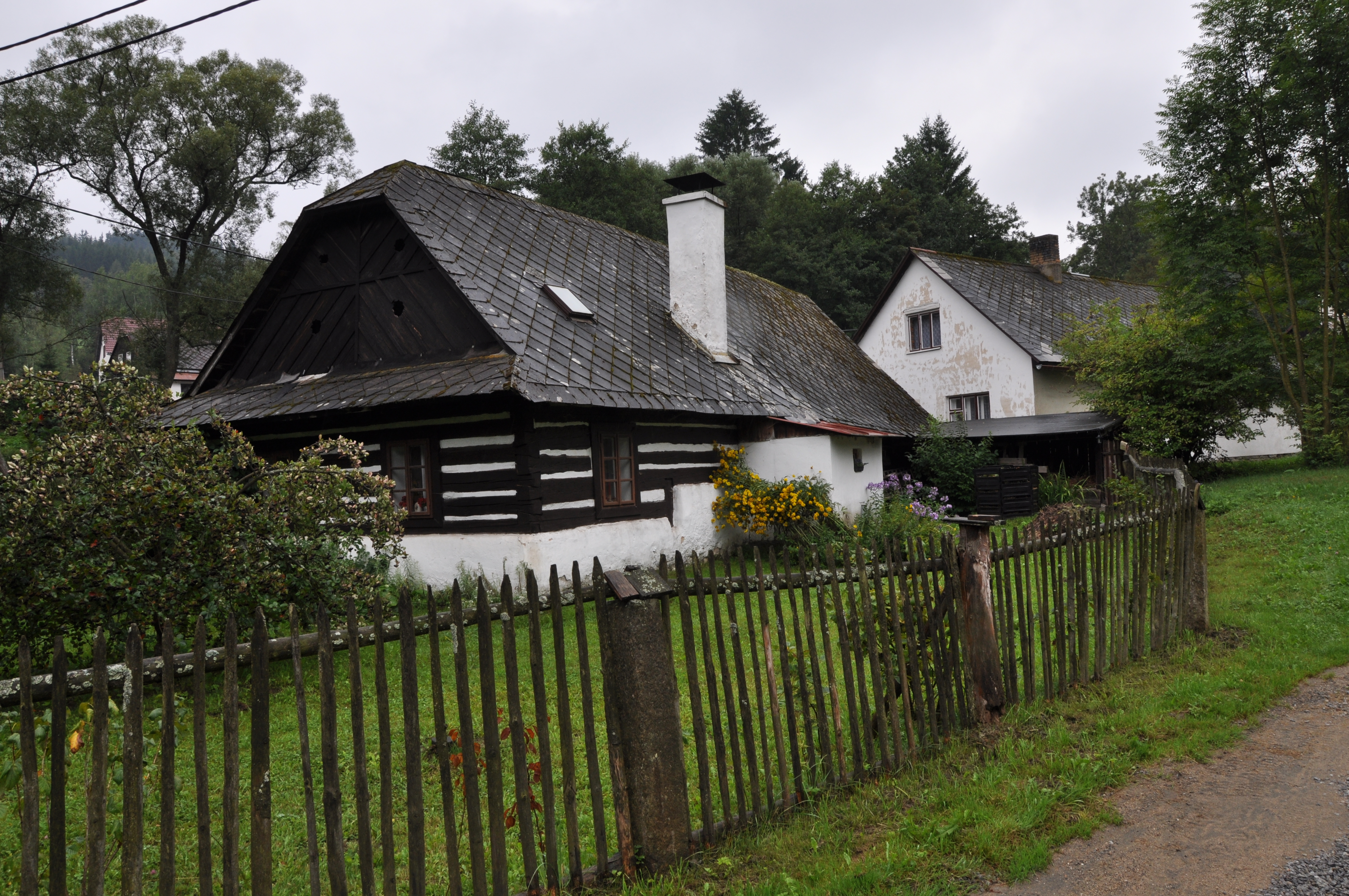
Chaluppe

Jimramovské Paseky (deutsch Ingrowitzer Passek, 1939–45 Passek Ingrowitz) ist ein Ortsteil der Gemeinde Nový Jimramov in Tschechien. Er liegt viereinhalb Kilometer westlich von Jimramov und gehört zum Okres Žďár nad Sázavou.

## Geographie
Die Streusiedlung Jimramovské Paseky erstreckt sich rechtsseitig der Fryšávka in den Žďárské vrchy (Saarer Berge) um den Hügel Skály (723 n.m.). Der nördliche Siedlungsteil Dolní Paseky mit der Mühle liegt nördlich der Skály im Tal der Fryšávka. Der abgelegene südliche Teil besteht aus Rabuňka bzw. Horní Paseky am Südwesthang der Skály und Nové Jimramovské Paseky auf dem Sattel zwischen den Skály, dem Zítkův kopec (723 m. n.m.) und der Babka (707 m. n.m.); er ist ohne Straßenanbindung. Zwischen beiden Siedlungsteilen, die etwa einen Kilometer voneinander entfernt sind, liegt der Wald Štarkovice. Östlich erhebt sich der Štarkov (679 m. n.m.) mit den Resten der gleichnamigen Burg, im Südosten der Píckov (700 m. n.m.), südlich der Zítkův kopec und die Babka sowie im Südwesten der Bohdalec (790 m. n.m.). Jimramovské Paseky liegt im Landschaftsschutzgebiet Žďárské vrchy.
Nachbarorte sind Krásné und Spělkov im Norden, Javorek und Doly im Nordosten, Na Louži und Nový Jimramov im Osten, Široké Pole und Jimramovské Pavlovice im Südosten, Věcov, Polsko und Dolní Koníkov im Süden, Odranec, Chobot, Balkán, Bořina und Kuklík im Südwesten, Hamr, Ve Smrčinách und Líšná im Westen sowie Daňkovice-sanatorium und Daňkovice im Nordwesten.

## Geschichte
Die erste schriftliche Erwähnung der Mühle an der Fryšávka und ihrer Erweiterung um eine Sägemühle erfolgte 1372 im Zusammenhang mit der Rychta Javorek. Um 1380 ließ Archleb von Stařechovice die Burg Skály errichten.
Die Siedlung Passek wurde in der ersten Hälfte des 18. Jahrhunderts durch die Herrschaft Ingrowitz auf gerodetem Waldgrund und auf Hutungen gegründet. Zunächst entstand im Tal bei der Mühle Unter-Passek, später folgte Ober-Passek. Erstmals urkundlich erwähnt wurde Passek im Jahre 1724. 1750 erhielt die Siedlung ein eigenes Ortssiegel mit einer Büste des hl. Antonius. 1835 konstruierte der Häusler Jan Dvořák eine Flachsbrechmaschine und wurde für seine Erfindung mit einer Silbermedaille der k.k. Mährisch-Schlesischen Landwirtschaftsgesellschaft ausgezeichnet.
Im Jahre 1840 bestand das im Iglauer Kreis gelegene Dominikaldorf Passek, zur Unterscheidung von Rožinker Passek auch Ingrowitzer Passek genannt, aus 22 Häusern mit 157 tschechischsprachigen Einwohnern, davon 115 Helveten. Der Ort war durch den herrschaftlichen Wald in zwei Hälften – Ober-Passek und Unter-Passek – geteilt. Am Forellenbach (Fryšávka) bei Unter-Passek bestand eine emphyteutische Mühle mit zwei Gängen, einer Brettsäge und einer Ölpresse. Pfarr-, Schul und Amtsort war Ingrowitz. Im Jahre 1842 errichtete der Müller František Dvořák neben dem Gehöft Nr. 16 eine weitere Mühle; seine Konzession beinhaltete auch eine Malzmühle und eine Sägemühle. Bis zur Mitte des 19. Jahrhunderts blieb Passek der Allodialherrschaft Ingrowitz untertänig.
Nach der Aufhebung der Patrimonialherrschaften bildete Paseky / Passek ab 1850 einen Ortsteil der Gemeinde Javorek im Gerichtsbezirk Neustadtl in Mähren. Ab 1868 gehörte das Dorf zum Bezirk Neustadtl in Mähren. 1869 wurde Paseky nach Hutě / Neu Ingrowitz umgemeindet. Zu dieser Zeit hatte Paseky 179 Einwohner und bestand aus 35 Häusern. Seit dem Ende des 19. Jahrhunderts wird Jimramovské Paseky als amtlicher Ortsname verwendet. Im Jahre 1900 lebten in Jimramovské Paseky 142 Personen, 1910 waren es 146. Nach dem Ersten Weltkrieg zerfiel der Vielvölkerstaat Österreich-Ungarn, das Dorf wurde 1918 Teil der neu gebildeten Tschechoslowakischen Republik. Beim Zensus von 1921 lebten in den 33 Häusern von Jimramovské Paseky 122 Tschechen. Im Jahre 1930 bestand das Dorf aus 31 Häusern und hatte 102 Einwohner. Von 1939 bis 1945 gehörte Jimramovské Paseky / Passek Ingrowitz zum Protektorat Böhmen und Mähren. 1949 wurde das Dorf in den Okres Polička umgegliedert. 1950 lebten nur noch 66 Personen in Jimramovské Paseky. Im Zuge der Gebietsreform von 1960 erfolgte die Aufhebung des Okres Polička; Jimramovské Pasekye wurde dabei dem Okres Žďár nad Sázavou zugeordnet. Beim Zensus von 2001 lebten in den 20 Wohnhäusern von Jimramovské Paseky 19 Personen. Die meisten Häuser werden heute zu Erholungszwecken genutzt.

## Ortsgliederung
Jimramovské Paseky besteht aus den Ortslagen Dolní Paseky, Rabuňka bzw. Horní Paseky sowie Nové Jimramovské Paseky.
Der Ortsteil Jimramovské Paseky ist Teil des Katastralbezirkes Nový Jimramov.

## Sehenswürdigkeiten
- Burgruine Štarkov
- Gehöft Nr. 16 in Dolní Paseky, Kulturdenkmal. Neben dem Gehöft entstand 1842 eine zweite Mühle, die jedoch nicht lange betrieben wurde. Von der Mühle sind die Grundmauern und der Oberwasserkanal erhalten.
- Mühle (Nr. 24) in Dolní Paseky. Sie bestand schon Jahrhunderte vor der Gründung des Dorfes. Die Mühle ist seit 1372 nachweislich und wurde in dem Jahre um eine Sägemühle erweitert. 1790 erfolgte der Anbau einer Ölmühle. Nach der Sanierung des Anwesens dient es als Herberge.
- Gezimmerte Chaluppen